# Línea 532 (Interurbanos Madrid)
La línea 532 de la red de autobuses interurbanos de Madrid une la estación de Colonia Jardín (Madrid) con Sevilla la Nueva.

## Características
Esta línea une a los habitantes del municipio de Sevilla la Nueva directamente con el sur de Madrid y viceversa, con un recorrido que dura aproximadamente 30 minutos entre cabeceras. 
Desde el 27 de noviembre de 2023, algunas expediciones de la línea tienen parada en el campus de Villaviciosa de Odón de la Universidad Europea de Madrid.
El tráfico de viajeros no está autorizado entre Madrid, Ciudad de la Imagen y el polígono industrial de Ventorro del Cano.
Está operada por la empresa Arriva Madrid mediante la concesión administrativa VCM-501 - Madrid – Batres (Viajeros Comunidad de Madrid) del Consorcio Regional de Transportes de Madrid.

## Horarios
| Lunes a viernes laborables | Lunes a viernes laborables | Sábados laborables, domingos y festivos | Sábados laborables, domingos y festivos |
| Madrid > Sevilla la Nueva  | Sevilla la Nueva > Madrid  | Madrid > Sevilla la Nueva               | Sevilla la Nueva > Madrid               |
| 06:45                      | 06:05                      | 08:15                                   | 07:30                                   |
| 07:15                      | 06:35                      | 09:45                                   | 09:00                                   |
| 07:45                      | 07:05                      | 11:15                                   | 10:30                                   |
| 08:15                      | 07:35                      | 12:45                                   | 12:00                                   |
| 08:45                      | 08:05                      | 14:15                                   | 13:30                                   |
| 09:15                      | 08:35                      | 15:45                                   | 15:00                                   |
| 09:45                      | 09:05                      | 17:15                                   | 16:30                                   |
| 10:30                      | 09:50                      | 18:45                                   | 18:00                                   |
| 11:15                      | 10:35                      | 20:15                                   | 19:30                                   |
| 12:00                      | 11:20                      | 21:45                                   | 21:00                                   |
| 12:45                      | 12:05                      | 23:15                                   | 22:30                                   |
| 13:30                      | 12:50                      |                                         |                                         |
| 14:15                      | 13:35                      |                                         |                                         |
| 15:00                      | 14:25                      |                                         |                                         |
| 15:30                      | 14:45                      |                                         |                                         |
| 16:00                      | 15:15                      |                                         |                                         |
| 16:30                      | 15:45                      |                                         |                                         |
| 17:00                      | 16:15                      |                                         |                                         |
| 17:30                      | 16:45                      |                                         |                                         |
| 18:00                      | 17:15                      |                                         |                                         |
| 18:30                      | 17:40                      |                                         |                                         |
| 19:00                      | 18:05                      |                                         |                                         |
| 19:30                      | 18:45                      |                                         |                                         |
| 20:15                      | 19:35                      |                                         |                                         |
| 21:00                      | 20:20                      |                                         |                                         |
| 21:45                      | 21:05                      |                                         |                                         |
| 22:30                      | 21:50                      |                                         |                                         |
| 23:15                      | 22:35                      |                                         |                                         |

## Recorrido y paradas

### Sentido Sevilla la Nueva
La línea inicia su recorrido en la carretera de Carabanchel, enfrente de la estación de Colonia Jardín. Continúa en sentido Aravaca para tomar la M-511 en la primera rotonda. En el ramal de la M-40 toma la M-501 hasta el ramal Brunete/San Martín de Valdeiglesias, en el que continúa por la M-600. Al llegar al municipio de Sevilla la Nueva, se desvía en la primera rotonda hacia la Urb. Los Manantiales. Dentro de esa urbanización realiza dos paradas; una de descenso (Avda. del Guadarrama, 1) y otra de ascenso de viajeros (calle Fuentes, 1). Continúa hacia Sevilla la Nueva por la carretera de Brunete, y se desvía por la avenida de Madrid, donde tiene parada. Continúa recto hasta la calle General Asensio en la que realiza las dos últimas paradas; una haciendo esquina con la calle Almendros, y la última frente a la entrada de la urbanización El Hórreo.
| Código                                                                                      | Parada                                    | Común con                                              | Conexiones con Metro y Metro Ligero | Municipio            | Zona |
| ------------------------------------------------------------------------------------------- | ----------------------------------------- | ------------------------------------------------------ | ----------------------------------- | -------------------- | ---- |
| 08409                                                                                       | Ctra. Cchel. A Aravaca - Colonia Jardín   | 510A 560 561 561A 561B 562 563 564 571 572 573 574 591 | Colonia Jardín                      | Madrid               |      |
| 10471                                                                                       | Ctra. M-511 - Ciudad de la Imagen         | 510A 571 573 574                                       |                                     | Pozuelo de Alarcón   |      |
| 13214                                                                                       | Ctra. M-501 - Pol. Ind. Ventorro del Cano | 510A 574                                               |                                     | Alcorcón             |      |
| Las expediciones con paso por la Universidad Europea de Madrid realizan la siguiente parada |                                           |                                                        |                                     |                      |      |
| 21150                                                                                       | Complejo UEM - Edificio B                 |                                                        |                                     | Villaviciosa de Odón |      |
| Paradas del itinerario común                                                                |                                           |                                                        |                                     |                      |      |
| 17384                                                                                       | Fuentes - Av. Guadarrama                  |                                                        |                                     | Sevilla la Nueva     |      |
| 19875                                                                                       | Av. Madrid - Tilo                         | 530 531                                                |                                     | Sevilla la Nueva     |      |
| 10558                                                                                       | Av. Madrid - Esperaza                     | 530 531                                                |                                     | Sevilla la Nueva     |      |
| 09842                                                                                       | General Asensio - Almendros               | 530 531 531A                                           |                                     | Sevilla la Nueva     |      |
| 09841                                                                                       | Ctra. M-523 - Urb. El Hórreo              | 530 531 531A                                           |                                     | Sevilla la Nueva     |      |

### Sentido Madrid
El recorrido de vuelta es igual al de ida pero en sentido contrario.
| Código                                                                                      | Parada                                    | Común con                                              | Conexiones con Metro y Metro Ligero | Municipio            | Zona |
| ------------------------------------------------------------------------------------------- | ----------------------------------------- | ------------------------------------------------------ | ----------------------------------- | -------------------- | ---- |
| 09841                                                                                       | Ctra. M-523 - Urb. El Hórreo              | 530 531 531A                                           |                                     | Sevilla la Nueva     |      |
| 09843                                                                                       | General Asensio - Quevedo                 | 530 531 531A                                           |                                     | Sevilla la Nueva     |      |
| 10559                                                                                       | Av. Madrid - Primavera                    | 530 531                                                |                                     | Sevilla la Nueva     |      |
| 19887                                                                                       | Sevillanos - Santa Bárbara                | 530 531                                                |                                     | Sevilla la Nueva     |      |
| 17384                                                                                       | Fuentes - Av. Guadarrama                  |                                                        |                                     | Sevilla la Nueva     |      |
| Las expediciones con paso por la Universidad Europea de Madrid realizan la siguiente parada |                                           |                                                        |                                     |                      |      |
| 21149                                                                                       | Complejo UEM - Edificio B                 |                                                        |                                     | Villaviciosa de Odón |      |
| Paradas del itinerario común                                                                |                                           |                                                        |                                     |                      |      |
| 08777                                                                                       | Ctra. M-501 - Pol. Ind. Ventorro del Cano | 510A 571 573 574 591                                   |                                     | Alcorcón             |      |
| 10472                                                                                       | Ctra. M-511 - Ciudad de la Imagen         | 510A 571 573 574                                       |                                     | Pozuelo de Alarcón   |      |
| 08409                                                                                       | Ctra. Cchel. A Aravaca - Colonia Jardín   | 510A 560 561 561A 561B 562 563 564 571 572 573 574 591 | Colonia Jardín                      | Madrid               |      |